# Нижний Шолдынер
Нижний Шолдынер (мар. Шордэҥер) — деревня в Мари-Турекском районе Республики Марий Эл. Входит в состав Карлыганского сельского поселения.

## География
Находится в восточной части республики Марий Эл на расстоянии приблизительно 38 км по прямой на юго-восток от районного центра посёлка Мари-Турек.

## История
Известна с 1859 года как казённая деревня Шолдынер при речке Арборке, где было 7 дворов, проживал 61 человек. Основана переселенцами из деревень Старый Кумкет и Турья, которые ныне находятся в Балтасинском районе Татарстана. В 1891 году в деревне имелось 12 домов, в 1905 году — 16 дворов, 120 жителей. В 1980 году в деревне (уже Нижний Шолдынер) было 20 дворов, 87 жителей. В 2000 году в деревне осталось 4 двора. В советское время работали колхозы «Виль Сюрес» («Новый путь»), имени Ленина, совхозы имени Кирова и «Восход».

## Население
Население составляло 11 человек (удмурты 100 %) в 2002 году, 3 в 2010.